# Витепск
Витепск или Вицепск (блр. Віцебск, рус. Витебск) главни је град истоимене области на североистоку Белорусије. Налази се на реци Западна Двина и њеним притокама Витеба и Лучоса. Према подацима од 1. јануара 2020. године град има 364 800 становника.

## Историјат
За основање града Витепска везане су бројне легенде, а према најпознатијом - основала га је књегиња Олга Кијевска 947. Витепск се први пут помиње у „Недељном летопису” 1201. године, где се наводи да је владар Јарослав Владимирович Мудри предао два града: Восјач и Видбеск кнезу Брјачиславу Изјаславичу. Од XII века Витебск је био престоница Полоцке кнежевине.
Од 1320. године, смрћу последњег кнеза Јарослава Васиљковича, Витепск је ушао у састав Велике кнежевине Литваније. Године 1508. је формирано Витепско војводство. Статус града има од 1597. Током Северног рата, по наређењу Петра Великог град Витепск је спаљен.
Након прве поделе Уније Пољске и Литваније, Витепско војводство је припојено Руској империји 1772. године. Познато је да је у Витепску Наполеон прекинуо рат 1812. године речима: „Овде ћу се зауставити! Овде морам да осмотрим, одморим армију и организујем Пољску. Кампања 1812. је завршена, кампања 1813. ће урадити остало!”
Првог дана јануара 1919. на Првом конгресу Комунистичке партије Белорусије Витепск је ушао у састав Белоруске ССР.
- Унијатска црква и храм Св. Антонија. Ј. Пешка
- Витепска градска скупштина. Акварел. Ј. Пешка
- Мост преко Витбе. Ј. Пешка
- Цртеж Витепска
- Тројицки Марков манастир, крај XIX века
- Честитка са почетка ХХ века.

Град је 1920-их имао око 100.000 становника, од чега 45% Јевреја, 30% Белоруса и 20% Руса. Нацисти су у Витепску од јула до октобра 1941. стрељали и између 6.800 и 15.000 Јевреја, а град је био потпуно уништен. Црвена армија је ослободила Витепск 26. јуна 1944. Од 170.000 људи прератне популације у Витепску је преживело само 118 људи.

## Становништво
Према процени, у граду је 2016. живело 368.574 становника, а 2020. - 364.800 становника.
| 1979.   | 1989.   | 1999.   | 2009.   | 2012.   | 2015.   | 2016.   | 2020.   |
| ------- | ------- | ------- | ------- | ------- | ------- | ------- | ------- |
| 296.605 | 350.004 | 350.004 | 347.928 | 359.544 | 374.600 | 368.574 | 364.800 |

## Религија
У Витепску је регистровано 86 верских заједница од укупно 16 конфесија, од који су:
- 49 заједница Белоруског егзархата Руске православне цркве;
- 6 заједница Римокатоличне цркве;
- 2 заједнице Белоруске грко-католичке (унијатске) цркве;
- 2 заједнице старовераца;
- као и заједнице других мање распрострањених конфесија[11].

## Климат
Витепск лежи на рекама Витба и Лучоса. Клима је умереноконтинентална, са утицајем морских ваздушних маса, преношених циклонима са Атлантског океана. Метеоролошка праћења у овом граду се врше од 1810. године. Средња температура у јануару је −8 °C, јула +17 °C, док средња годишња температура износи +5,3 °C. Зима наступа средином новембра, са јаким мразевима. Умерено топло и влажно место наступа крајем маја.
|  |  |  |

### Узвишења
Витепск се налази на неколико узвишења. Најпознатија су:
- Духовска гора;
- Замкова гора;
- Кстовска гора;
- Остро-Спаска гора;
- Плоска гора;
- Успенска гора;
- Јурјева горка[13].

## Административно-територијална подела
Витепск је административно подељен на три рејона: Железнодорожни, Октобарски и Првомајски.
|                                 |                             |                                         |                               |
| Административна подела Витепска | Пешачка зона у центру града | Совјетски развој Зелезнодорожног рејона | Нобоградња Првомајског рејона |

## Индустријски потенција
Индустријски потенцијал Витепска обухвата више од 300 предузећа у машиноградњи, металопрерађивачкој, лакој и прехрамбеној индустрији, производњи електричних уређаја, грађевинском материјалу и обради дрвета. Ван граница државе позната је продукција предузећа: Витјаз, Белвест, Витба, Марко.
У 2009. години, градска предузећа су произвела индустријске производе по стварним продајним ценама (узимајући у обзир сировине које је испоручио купац) у износу од 2,966 трилиона рубаља. Према инспекцији Министарства за порезе и дажбине Републике Белорусије у Витепској области, пет највећих пореских обвезника у Витепску у периоду јануар-август 2018. године били: РУП Витебскенерго, УП Витебскоблгаз, СООО Белвест, ОАО Витебск дестилерија Придвиње, Витепска филијала РУП Белтелеком.

## Транспорт
У граду постоји трамвајни, тролејбуски и аутобуски превоз. Први и једини белоруски трамвајски систем до 1929. године је био управо витепски, а почео је са радом 1898. године.
|                    |  |                  |  |                  |
| Витепски тролејбус |  | Витепска станица |  | Витепски трамвај |

## Образовање
Према попису од јула 2021. године у Витепску ради 49 средњих школа и гимназија, као и 13 установа професионално-техничког и средњег специјалног образовања. У граду постоји и ђачки интернат, кадетска школа, духовни семинар, школа олимпијске резерве.

## Култура
Витепск је до 2010. године имао статус „културне престонице Белорусије“. У Витепску и његовим најближим предграђима, селима Руба и Верховје, постоје 22 библиотеке. У граду постоје три главна позоришта: Национално академско драмско позориште „Јакуб Колас”, Белоруско позориште лутака „Љаљка” и омладинско позориште „Точак”, као и 2 биоскопа.
- Национално академско драмско позориште „Јакуб Колас”
- Филхармонија
- Дворац стваралаштва деце и младих
- Уметничка школа

Витепск је знаменит као родно место сликара Марка Шагала, чији завичајни музеј је један од најпознатијих у Витепску.

## Архитектура
У центру Витепска, делимично је опстао историјски формиран комплекс зграда, омеђен улицама Лењина, Ј. Купале, Суворова, Политехничке и Л. Толстоја. У оквиру овог простора уочава се континуитет планске мреже улица касног 18. до прве половине 19. века, која је наследила одлике старијег времена.
|                                             |                                     |                        |            |                          |
| Стамбена зграда, крај XIX и почетак XX века | Раскрсница улица Суворова и Крилова | Витепски извршни одбор | Стари град | Централни део града ноћу |

|                            |                  |                    |                                                      |
| Витепска градска скупштина | Летњи амфитеатар | Музеј Марка Шагала | Национално академско драмско позориште „Јакуб Колас” |

### Храмови Витепска
|                            |                          |                |                 |                |
| Саборни храм Свете Варваре | Тројицки Марков манастир | Успенски сабор | Покровски сабор | Успенска црква |

### Тргови
Витепск има 10 тргова:
- Трг Победе, највећи у Витепску и Белорусији;
- Трг Слободе;
- Трг Лењина;
- Трг градске скупштине;
- Успенски трг;
- Замкови трг;
- Пристанични трг;
- Тролетерски трг;
- Смоленски трг;
- Трг хиљаду година Витепска.

## Градови побратими
- Зјелона Гора, Пољска[21]
- Ђинан, Кина
- Белци, Молдавија
- Харбин, Кина
- Ванадзор, Јерменија
- Липецк, Русија
- Астрахан, Русија
- Ниш, Србија[22]